# Ulrikke Eikeri
Ulrikke Pia Eikeri (Oslo, 16 december 1992) is een tennisspeelster uit Noorwegen. Eikeri begon op negenjarige leeftijd met het spelen van tennis. Zij speelt rechtshandig en heeft een tweehandige backhand. Zij is actief in het internationale tennis sinds 2007.

## Loopbaan
Tussen 2008 en 2024 speelde Eikeri 64 partijen voor Noorwegen op de Fed Cup – zij behaalde daar een winst/verlies-balans van 36–28.
In 2020 had Eikeri haar grandslamdebuut op het dubbelspeltoernooi van Roland Garros, samen met de Spaanse Aliona Bolsova.
Eikeri stond in juli 2021 voor het eerst in een WTA-finale, op het dubbelspel van het toernooi van Lausanne, samen met de Griekse Valentini Grammatikopoulou – zij verloren van het Zwitserse koppel Susan Bandecchi en Simona Waltert. In augustus kwam zij binnen op de top 100 van het dubbelspel. In oktober veroverde Eikeri haar eerste WTA-titel, op het dubbelspeltoernooi van Tenerife, samen met de Australische Ellen Perez, door het Oekraïense koppel Ljoedmyla Kitsjenok en Marta Kostjoek te verslaan.
In januari 2022 bereikte zij in het dubbelspel de derde ronde op het Australian Open, samen met de Spaanse Aliona Bolsova – daarmee kwam zij binnen op de top 50 van de wereldranglijst. In juni nam zij voor het eerst deel aan het gemengd dubbelspel op een grandslamtoernooi – zij speelde op Roland Garros samen met de Belg Joran Vliegen, met wie zij meteen de finale bereikte. In juli veroverde Eikeri haar tweede WTA-dubbelspeltitel, op het toernooi van Contrexéville, geflankeerd door de Slowaakse Tereza Mihalíková.
In juni 2023 won Eikeri haar derde WTA-titel in Nottingham, met de Estische Ingrid Neel aan haar zijde. Terug met Neel won zij in augustus haar vierde titel in Chicago en in september de vijfde in Tokio.
Geflankeerd door de Japanse Makoto Ninomiya won Eikeri in november 2024 haar zesde WTA-dubbelspeltitel in Hongkong.

## Posities op deWTA-ranglijst
Positie per einde seizoen:
| jaar | rang enkelspel | rang dubbelspel |
| ---- | -------------- | --------------- |
| 2008 | –              | 778             |
| 2009 | 935            | 967             |
| 2010 | 643            | 661             |
| 2011 | 525            | 544             |
| 2012 | 273            | 237             |
| 2013 | 368            | 295             |
| 2014 | 223            | 455             |
| 2015 | 425            | 1007            |
| 2016 | 415            | 303             |
| 2017 | 232            | 261             |
| 2018 | 274            | 162             |
| 2019 | 242            | 138             |
| 2020 | 257            | 132             |
| 2021 | 301            | 61              |
| 2022 | 375            | 43              |
| 2023 | 540            | 38              |

## Palmares
| Legenda                 |
| ----------------------- |
| Grandslamtoernooi       |
| Olympische Spelen       |
| Year-End Championships  |
| Premier Mandatory       |
| Premier Five / WTA 1000 |
| Premier / WTA 500       |
| International / WTA 250 |
| Challenger / WTA 125    |

### WTA-finaleplaatsen enkelspel
geen

### WTA-finaleplaatsen vrouwendubbelspel
| nr.              | finale     | toernooi          | ondergrond | partner                    | tegenstandsters                      | score            |         |
| ---------------- | ---------- | ----------------- | ---------- | -------------------------- | ------------------------------------ | ---------------- | ------- |
| gewonnen finales |            |                   |            |                            |                                      |                  |         |
| 1.               | 2021-10-23 | WTA Tenerife      | hardcourt  | Ellen Perez                | Ljoedmyla Kitsjenok Marta Kostjoek   | 6-3, 6-7, [10-5] | details |
| 2.               | 2022-07-10 | WTA Contrexéville | gravel     | Tereza Mihalíková          | Han Xinyun Aleksandra Panova         | 7-6, 6-2         | details |
| 3.               | 2023-06-18 | WTA Nottingham    | gras       | Ingrid Neel                | Harriet Dart Heather Watson          | 7-6, 5-7, [10-8] | details |
| 4.               | 2023-08-25 | WTA Chicago       | hardcourt  | Ingrid Neel                | Cristina Bucșa Aleksandra Panova     | walk-over        | details |
| 5.               | 2023-09-30 | WTA Tokio         | hardcourt  | Ingrid Neel                | Eri Hozumi Makoto Ninomiya           | 3-6, 7-5, [10-5] | details |
| 6.               | 2024-11-03 | WTA Hongkong      | hardcourt  | Makoto Ninomiya            | Shuko Aoyama Eri Hozumi              | 6-4, 4-6, [11-9] | details |
| verloren finales |            |                   |            |                            |                                      |                  |         |
| 1.               | 2021-07-18 | WTA Lausanne      | gravel     | Valentini Grammatikopoulou | Susan Bandecchi Simona Waltert       | 3-6, 7-6, [5-10] | details |
| 2.               | 2022-07-17 | WTA Lausanne      | gravel     | Tamara Zidanšek            | Olga Danilović Kristina Mladenovic   | forfait          | details |
| 3.               | 2023-05-06 | WTA Saint-Malo    | gravel     | Eri Hozumi                 | Greet Minnen Bibiane Schoofs         | 6-7, 6-7         | details |
| 4.               | 2024-04-21 | WTA Stuttgart     | gravel (i) | Ingrid Neel                | Chan Hao-ching Veronika Koedermetova | 6-4, 3-6, [2-10] | details |

### Finaleplaatsen gemengd dubbelspel
| nr.              | finale     | toernooi      | ondergrond | partner       | tegenstanders                | score    |         |
| ---------------- | ---------- | ------------- | ---------- | ------------- | ---------------------------- | -------- | ------- |
| gewonnen finales |            |               |            |               |                              |          |         |
| geen             |            |               |            |               |                              |          |         |
| verloren finales |            |               |            |               |                              |          |         |
| 1.               | 2022-06-02 | Roland Garros | gravel     | Joran Vliegen | Ena Shibahara Wesley Koolhof | 6-7, 2-6 | details |

## Resultaten grandslamtoernooien
| Legenda | Legenda                          |
| ------- | -------------------------------- |
| g.t.    | geen toernooi gehouden           |
| l.c.    | lagere categorie                 |
| –       | niet deelgenomen                 |
| G       | uitgeschakeld in de groepsfase   |
| 1R      | uitgeschakeld in de eerste ronde |
| 2R      | uitgeschakeld in de tweede ronde |
| 3R      | uitgeschakeld in de derde ronde  |
| 4R      | uitgeschakeld in de vierde ronde |
| KF      | uitgeschakeld in de kwartfinale  |
| HF      | uitgeschakeld in de halve finale |
| F       | de finale verloren               |
| W       | het toernooi gewonnen            |
| w-v     | winst/verlies-balans             |

### Enkelspel
geen deelname

### Vrouwendubbelspel
| toernooi        | 2020 | 2021 | 2022 | 2023 | 2024 |
| --------------- | ---- | ---- | ---- | ---- | ---- |
| Australian Open | –    | –    | 3R   | 1R   | 1R   |
| Roland Garros   | 1R   | –    | 2R   | 2R   | 3R   |
| Wimbledon       | g.t. | –    | 1R   | 2R   | 2R   |
| US Open         | –    | 2R   | 2R   | 1R   | 1R   |

### Gemengd dubbelspel
| toernooi        | 2022 |    | 2024 |
| --------------- | ---- | -- | ---- |
| Australian Open | –    | 1R |      |
| Roland Garros   | F    | HF |      |
| Wimbledon       | 1R   | HF |      |
| US Open         | –    | 1R |      |